# Шамбери-1
Шамбери-1 (фр. Chambéry-1) — кантон во Франции, департамент Савойя, регион Рона — Альпы, округ Шамбери. INSEE код кантона — 7307. Кантон был образован в 2015 году.

## История

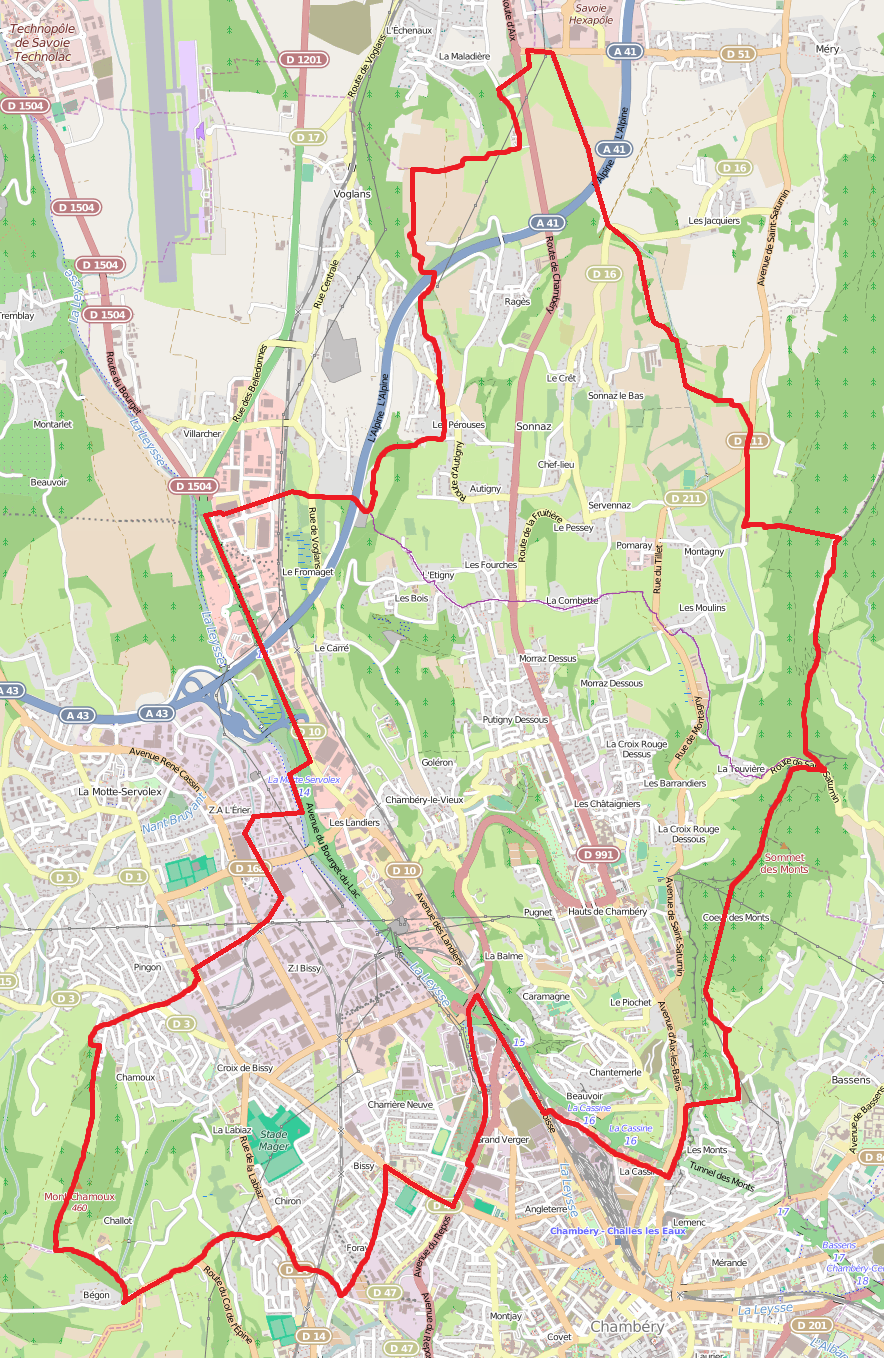
Карта кантона Шамбери-1 в 2015 году

По закону от 17 мая 2013 и декрету от 14 февраля 2014 года количество кантонов в департаменте Савойя уменьшилось с 37 до 19. Новое территориальное деление департаментов на кантоны вступило в силу во время выборов 2015 года. Таким образом, кантон Шамбери-1 был образован 22 марта 2015 года из части города Шамбери и коммуны Сонназ, которая ранее входила в кантон Шамбери-Нор. В результате реформы новый кантон полностью включил в себя старый кантон Шамбери-Нор, частично Шамбери-Сюд-Уэст и Шамбери-Эст.

## Население
Согласно переписи 2012 года (считается население коммун, которые в 2015 году были включены в кантон) население Шамбери-1 составляло 22 112 человек. Из них 28,7 % были младше 20 лет, 15,1 % — старше 65. 23,8 % имеет высшее образование. Безработица — 14,5 %. Активное население (старше 15 лет) — 10 061 человек.

## Экономика
Распределение населения по сферам занятости в кантоне: 0,3 % — сельскохозяйственные работники, 4,7 % — ремесленники, торговцы, руководители предприятий, 14,0 % — работники интеллектуальной сферы, 27,2 % — работники социальной сферы, 28,9 % — государственные служащие и 24,9 % — рабочие.

## Коммуны кантона
C 2015 года в кантон входят 2 коммуны, офис находится в коммуне Шамбери.
| Коммуна            | Название по-французски | Население, чел. (2012) | Площадь | Код INSEE |
| ------------------ | ---------------------- | ---------------------- | ------- | --------- |
| Шамбери (частично) | Chambéry               | 20 435 (из 58 039)     |         | 73065     |
| Сонназ             | Sonnaz                 | 1677                   | 6,79    | 73288     |

## Политика
Согласно закону от 17 мая 2013 года избиратели каждого кантона в ходе выборов выбирают двух членов генерального совета департамента разного пола. Они избираются на 6 лет большинством голосов по результату одного или двух туров выборов.
В первом туре кантональных выборов 22 марта 2015 года в Шамбери-1 баллотировались 5 пар кандидатов (явка составила 52,18 %). Во втором туре 29 марта, Колет Бонфис и Тьери Репентен были избраны с поддержкой 50,08 % на 2015—2021 годы. Явка на выборы составила 54,08 %.
| Мандат | Мандат | Кандидаты                         |                | Партия             | Первый тур | Первый тур     | Второй тур | Второй тур |
| Мандат | Мандат | Кандидаты                         | Кол-во голосов | Партия             | % голосов  | Кол-во голосов | % голосов  |            |
| ------ | ------ | --------------------------------- | -------------- | ------------------ | ---------- | -------------- | ---------- | ---------- |
| 2015   | 2021   | Колет Бонфис и Тьери Репентен     |                | СП                 | 1965       | 31,28          | 2974       | 50,08      |
| 2015   | 2021   | Дельфин Жульен и Дэмьен Варон     |                | СНД                | 1717       | 27,33          | 2965       | 49,92      |
| 2015   | 2021   | Анни Жуфрэ и Рене Ортолланд       |                | Национальный фронт | 1310       | 20,85          | -          | -          |
| 2015   | 2021   | Мари-Кристин Матьё и Ив Пето      |                | ЕЭЗ                | 657        | 10,46          | -          | -          |
| 2015   | 2021   | Сара Амуди-Вильковски и Ален Руиз |                | Левый фронт        | 633        | 10,08          | -          | -          |